# TIAL1
A nucleolisina TIAR é uma proteína que em humanos é codificada pelo gene TIAL1.